# Akiko Grace
Akiko Grace (jap. アキコ・グレース, Akiko Gurēsu; * 13. August 1973 in der Präfektur Kanagawa) ist eine japanische Jazzpianistin.
Akiko Grace begann bereits mit drei Jahren Klavier zu spielen, gefördert von ihrer Mutter, die klassisches Piano unterrichtet. Als Jugendliche entdeckte sie den Jazz. Ihr Studium absolvierte sie an der Universität der Künste Tokio in Musikwissenschaft und am Berklee College of Music in Piano. Nach ihrem 2002 erschienenen Debütalbum From New York (Savoy) vor, an dem Ron Carter und Bill Stewart beteiligt waren, legte sie eine Reihe von Alben vor, meist in Triobesetzung mit Musikern wie Larry Grenadier, Gary Peacock, Eddie Gomez, Bill Laswell, Ari Hoenig, George Garzone und Kiyoto Fujiwara eingespielt wurden. 2004 hatte die Gelegenheit im Studio von Jan Erik Kongshaug das Album From Oslo mit Grenadier und Jon Christensen aufzunehmen. Grace erhielt zahlreiche Auszeichnungen, wie den Großen Preis für japanischen Jazz des Swing Journal und den Preis für die Beste Konzertdarbietung des Jahres des Musik-Pen-Clubs Japan.